# Armalcolit
Armalcolit là một khoáng vật giàu titan với công thức hóa học (Mg,Fe2+)Ti2O5. Nó được phát hiện đầu tiên ở căn cứ Tranquility trên Mặt Trăng năm 1969 và được đặt theo tên Armstrong, Aldrin và Collins, cả ba là các nhà du hành trên Apollo 11. Cùng với tranquillityit và pyroxferroit, nó là một trong 3 khoáng vật được phát hiện trên mặt trăng. Armalcolit sau đó được phát hiện ở nhiều nơi trên Trái Đất và được tổng hợp trong phòng thí nghiệm. Việc tổng hợp cần ở áp suất thấp, nhiệt độ cao và giảm nhiệt nhanh từ 1000 °C xuống nhiệt độ phòng. Armalcolit phân hủy thành hỗn hợp của ilmenit và rutil giàu magnesi ở nhiệt độ dưới 1000 °C, nhưng sự chuyển đổi chậm theo sự nguội lạnh. Do yêu cầu giảm nhiệt nhanh như vậy, nên armalcolit tương đối hiếm và thường gặp ở dạng cộng sinh với ilmenit và rutil, trong những khoáng vật khác.